# Décès en septembre 1942
Décès
- 1938
- 1939
- 1940
- 1941
- 1942
- 1943
- 1944
- 1945
- 1946

Pour une information complémentaire, voir la page d'aide.

| Date         | Nom           | Pays                 | Activités           | Âge | Source |
| ------------ | ------------- | -------------------- | ------------------- | --- | ------ |
| 10 septembre | Marie Dauguet | Drapeau de la France | Poétesse française. | 82  |        |